# المهفهف (أسلم)

تعديل مصدري - تعديل

المهفهف هي إحدى قرى عزلة أسلم الشام بمديرية أسلم التابعة لمحافظة حجة، بلغ تعداد سكانها 299 نسمة حسب تعداد اليمن لعام 2004.